# Rudbjerg
Rudbjerg is een voormalige gemeente in Denemarken. De oppervlakte bedroeg 143,41 km². De gemeente telde 3432 inwoners waarvan 1752 mannen en 1680 vrouwen (cijfers 2005). Hoofdplaats was Dannemare.
Na de herindeling van 2007 werden de gemeentes Holeby, Højreby, Maribo, Nakskov, Ravnsborg, Rudbjerg en Rødby samengevoegd tot de gemeente Lolland.
- Library of Congress Control Number: n95023495
- Nationale Bibliotheek van Israël: 987007535547705171
- Virtual International Authority File: 123313237